# Restes prehistòriques de Son Mesquida
Les restes prehistòriques de Son Mesquida és un jaciment arqueològic prehistòric situat a la possessió de Son Mesquida, al municipi de Llucmajor, Mallorca. Són restes que formen un petit túmul al mig d'una pleta, anomenada Es Cuitor. A dalt, just resten algunes pedres insinuant una planta circular. Els voltants immediats del jaciment són plens de ceràmica, així com altres tanques més allunyades. S'han reutilitzat algunes pedres del jaciment per aixecar marges.